# Digital dark age
Digital dark age (Engels, vertaald: digitale donkere tijd of digitale middeleeuwen) is een begrip waarmee een mogelijke toekomstige situatie wordt beschreven waarbij het moeilijk of onmogelijk wordt om historische documenten te lezen omdat ze opgeslagen zijn in in onbruik geraakte bestandsformaten of de benodigde hardware en/of software niet meer beschikbaar is. De naam refereert aan de Dark Ages (de middeleeuwen) en het daarbij behorende (vermeende) gebrek aan geschreven bronnen. 
De huidige tijd waarin veel documenten alleen op digitale media met een beperkte houdbaarheid opgeslagen worden (in tegenstelling tot bewezen langdurig houdbare media zoals papier, hout en steen) zou in de toekomst beschouwd kunnen worden als een "zwart gat" in de geschiedenis omdat er (bijna) geen documentatie overgebleven is.
Een oplossing voor het langdurig bewaren van gegevens is de M-DISC. een eenmalig beschrijfbare schijf die volgens de ontwikkelaars duizend jaar mee kan gaan.

## Voorbeelden

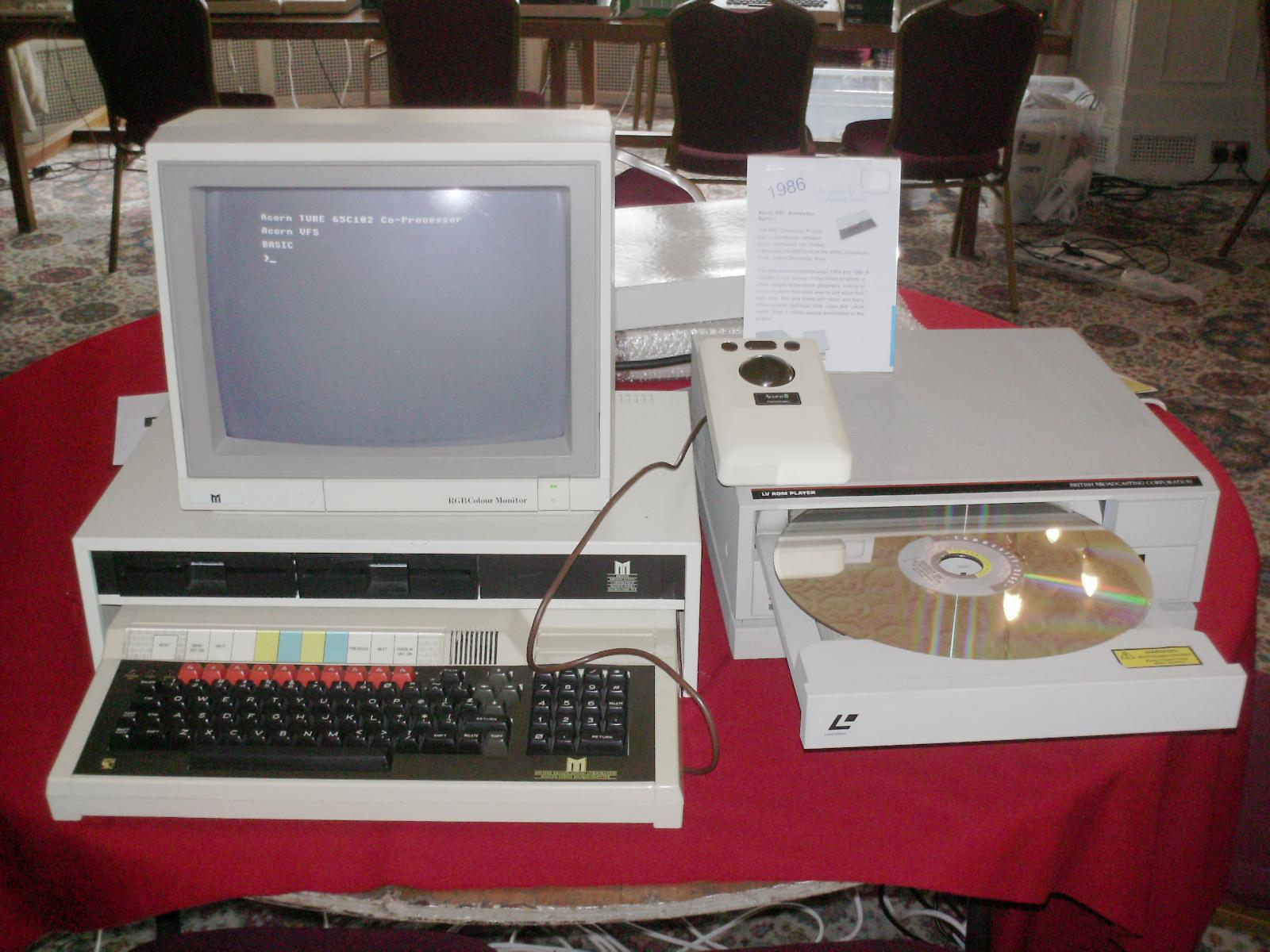
BBC Master-computer met LV-ROM laserdisclezer, waarop het Domesday Project draaide.

Bij latere analyse van de NASA-bestanden van de Vikingmissies uit 1976 bleek de data onleesbaar omdat deze in een later niet meer bekend bestandsformaat was opgeslagen. Uiteindelijk slaagde men met de nodige moeite om de data te verwerken.
Een ander voorbeeld is het Domesday Project van de BBC uit 1986, dat een moderne multimedia-voortzetting was van het Domesday Book uit 1086, waarbij meer dan een miljoen personen informatie verzamelden over het dagelijks leven in het Verenigd Koninkrijk in de jaren tachtig. Het Domesday Book is meer dan negenhonderd jaar na dato nog steeds leesbaar, maar vlak na de millenniumwisseling dreigde het Domesday Project ontoegankelijk te worden omdat de voor het project noodzakelijke hardware zeldzaam werd. 
IT-wetenschappers wisten het project te converteren naar modernere systemen.